# Roma Ryan
Roma Ryan (nata Shane) (Belfast, 20 gennaio 1950) è una scrittrice, poetessa, paroliera e glottoteta britannica; attualmente vive ad Artane, nord di Dublino, in Irlanda, con suo marito Nicky Ryan.

## Biografia
Roma è la prima paroliera della cantante Enya, la quale ha affermato che l'importanza dei contributi da parte di Roma e Nicky è così alta che senza di essi "Enya" non esisterebbe.
Nei suoi testi Ryan parla del tema della vita, della pace e della speranza, ma anche dell'amore di Dio.
I testi di Roma per Enya hanno vinto dei Grammy Awards; la canzone May It Be per Il Signore degli Anelli - La Compagnia dell'Anello fu candidata all'Oscar.
I suoi testi possono essere ascoltati in film come The Frog Prince (1984), Green Card (1991), Toys (1992), Cry, The Beloved Country (1995), Reisei to jônetsu no aida (2001), tutti con la musica di Enya.
Nel 2005, Roma ha creato una nuova lingua conosciuta come Loxian, ispirata dalle lingue elfiche di J.R.R. Tolkien, per l'album di Enya Amarantine. Ha scritto inoltre un libro in cui descrive il Loxian, chiamato Water Shows The Hidden Heart.
Roma e Nicky hanno due figlie, Ebony e Persia, che hanno anch'esse contribuito all'artwork e al layout dell'album di Enya del 2005.

## Opere
- (EN)  Roma Ryan, Water Shows the Hidden Heart, Valley-dwellers, 2005, ISBN 978-0955201103
- (EN)  Roma Ryan, The Messenger's Origin, Valley-dwellers, 2017, ISBN 978-1999790813